# ویکی واچی گاردنز (فلوریدا)
ویکی واچی گاردنز (به انگلیسی: Weeki Wachee Gardens) یک منطقهٔ مسکونی در ایالات متحده آمریکا است که در شهرستان هرناندو، فلوریدا واقع شده‌است. ویکی واچی گاردنز ۳٫۶ کیلومتر مربع مساحت و ۱٬۱۴۶ نفر جمعیت دارد و ۱ متر بالاتر از سطح دریا واقع شده‌است.